# Dorcasiidae
Dorcasiidae zijn een familie van weekdieren uit de klasse van de Gastropoda (slakken).

## Geslacht
- Trigonephrus Pilsbry, 1905